# Université virtuelle de Côte d'Ivoire
L’Université Virtuelle de Côte d'Ivoire (UVCI)  est une université publique ivoirienne d'enseignement à distance, située à Abidjan. 
Créée par décret  , l'université virtuelle est dotée d'un budget initial de 20 milliards de francs CFA, incluant également l'équipement des étudiants en ordinateurs et celui des universités publiques en Wi-Fi. 
Pour le gouvernement, cette université virtuelle doit pallier le déficit de l'enseignement universitaire en Côte d'Ivoire et la croissance importante du nombre d'étudiants. L'équipe enseignante est composée de douze groupes de professeurs, sélectionnés après appel à projets et mettant en place des formations en ligne ouverte à tous (Moocs),.
L'Université Virtuelle a montré sa capacité à tisser des liens avec des organisations d'Union Européenne sur des sujets d'actualité et à prendre un leadership régional comme en témoigne la cérémonie qu'elle a organisée pour distribuer des ouvrages sur l'énergie solaire aux universités ivoiriennes. En partenariat avec des entreprises informatiques telles que: CISCO; Microsoft; Mediasoft Lafayette et Orange CI, elle offre des certifications professionnelles.

## Missions
Cette université a pour mission de :
- Développer et vulgariser la formation à distance
- Accompagner les établissements dispensant les enseignements en présentiel dans le développement de l’offre de formation ouverte à distance
- Diffuser la culture numérique[9].